# 休曼氏真鯊
休曼氏真鲨（學名：Carcharhinus humani），為軟骨魚綱板鰓亞綱真鯊目真鲨科的其中一種，分布於西印度洋區，從波斯灣至索科特拉群島，南至莫三比克和南非納塔爾海域，深度36至43公尺，本魚體呈紡錘型，口鼻部中等長且窄圓形，上顎牙傾斜，呈刀片狀，有粗鋸齒，側緣有深凹痕，下顎牙較窄，稍傾斜，側緣有缺口，背鰭2個，第一背鰭中等高度，略呈鐮刀形，其起點位於胸鰭尖的前面，第二背鰭呈寬三角形，其高度為第一背鰭高度的39-48%，臀鰭鐮刀形，背部顏色淡褐色至灰色，腹面白色，第二背鰭在鰭的上部三分之一至三分之二處有一個黑色斑點，大多數魚鰭的外緣呈白色，體長可達84.4公分，生活習性不明。